# Йосип Бабинський
Йо́сип Ба́бинський (? — після 1683) — руський (український) шляхтич з роду Бабинських, гербу Бій (пол. Bojcza). Церковний діяч Руської унійної церкви в Речі Посполитій. Родове гніздо — Бабин.

## Діяльність
Йосип Бабинський згадується як архімандрит і настоятель монастиря в Дорогобужі у 1678 році. Тоді ж отримав привілеї для Дорогобузького монастиря від Станіслава Яна Конецпольського. У 1697 році настоятелем Дорогобузького монастиря вже згадується Іван Кулеша, хоча ймовірно, що до нього тут були й інші настоятелі. У 1683 році Йосип Бабинський настоятель полоцького Софійського монастиря — однієї з найбільших православних руських святинь. Замінив на цьому посту відомого руського релігійного діяча Йосафата Бражица.

## Настоятелі дорогобузького Успенського монастиря
Список настоятелів дорогобузького Успенського монастиря Ордену васліян:
- Нектарій. зг. 17 листопада 1561
- Тимофій. Намісник дорогобужський. До 30 березня 1570
- Дионісій Ралі (Дионисій Палеолог). 23 грудня 1583 — 2 червня 1586.
- Феофан Бабицький — зг. січень, червень 1593
- Єремія Лисятицький — 1622–1625
- Генадій Міцкевич — 1661
- Йосип Бабинський — 1678
- Іван Кулеша — зг. 1697
- Василій (Венедикт) Годебський — зг. 1703
- Сільвестр Тиравський — зг. 1713
- Маркіян Головня — зг. 1730
- Марко Ча́плиця — пом. 1755
- Ігнатій Улінський — пом. 1770
- Теодозій Шкапський — зг. 1771
- Ієронім Шкапський — зг. 1787 ~ 1822